# Inflacja galopująca
Inflacja galopująca – znaczny wzrost przeciętnego poziomu cen w gospodarce sięgający do kilkudziesięciu procent w skali roku. W gospodarce, w której występuje inflacja galopująca, ochrona rzeczywistej siły nabywczej pieniądza jest bardzo utrudniona (podstawowe instrumenty na rynku finansowym oferują mniejsze oprocentowanie niż wynosi inflacja).
Realna stopa procentowa jest mocno ujemna, co powoduje niechęć do lokowania oszczędności na lokatach, skłania natomiast do inwestycji spekulacyjnie atrakcyjnych, na przykład w walutach obcych, i zachęca do zaciągania kredytu na możliwie długi termin przy stałej stopie procentowej.
Przy inflacji galopującej (w odróżnieniu od hiperinflacji) nie dochodzi do całkowitej utraty zaufania do waluty krajowej – jest możliwe zmniejszenie inflacji przy wykorzystaniu narzędzia polityki pieniężnej bez konieczności zmiany waluty.